# Gorenja vas pri Mirni
Gorenja vas pri Mirni je naselje u slovenskoj Općini Mirna. Gorenja vas pri Mirni se nalazi u pokrajini Dolenjskoj i statističkoj regiji Jugoistočnoj Sloveniji. 

## Stanovništvo
Prema popisu stanovništva iz 2002. godine naselje je imalo 76 stanovnika.